# 쓰쿠이군

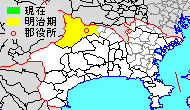
가나가와현 쓰쿠이군의 위치

쓰쿠이군(일본어: 津久井郡)은 일본 가나가와현(사가미국)에 있던 행정 구역이다.

## 군역
현재의 행정 구역으로 사가미하라시 미도리구의 대부분에 해당한다

### 인접한 군
행정 구역으로 발족 당시의 인접한 군은 다음과 같다.
- 가나가와현: 아시가라카미군, 아이코군, 고자군, 다마군의 일부(후의 미나미타마군, 니시타마군)
- 야마나시현: 기타쓰루군, 미나미쓰루군

## 역사

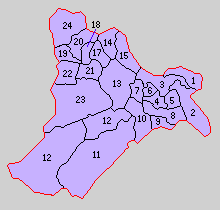
1.가와시리촌 2.쇼난촌 3.미사와촌 4.나카노촌 5.오이촌 6.마타노촌 7.미카게촌 8.네고야촌 9.나가타케촌 10.아오야마촌 11.도야촌 오른쪽12.아오노하라촌 왼쪽12.아오네촌 13.우치고촌 14.오바라정 15.지기라촌 17.요세역 18.요시노역 19.오부치촌 20.사와이촌 21.히즈레촌 22.나구라촌 23.마기노촌 24.사노가와촌 (보라:사가미하라시)

- 1889년 4월 1일 - 정촌제 시행으로, 아래의 정촌이 발족.고슈 가도의 슈쿠에키(역참)이었던 요세와 요시노는 정제 시행까지는 "역"(駅)이라는 호칭을 사용했다. 다만 같은 슈쿠에키였던 오바라는 정촌제 시행 당시부터 오바라정의 호칭을 사용했다.(1정 2역 21촌)
  - 가와시리촌(川尻村), 쇼난촌(湘南村), 미사와촌(三沢村), 나카노촌(中野村), 오이촌(太井村), 마타노촌(又野村), 미카게촌(三ケ木村), 네고야촌(根小屋村), 나가타케촌(長竹村), 아오야마촌(青山村), 도야촌(鳥屋村), 아오노하라촌(青野原村), 아오네촌(青根村), 우치고촌(内郷村), 오바라정(小原町), 지기라촌(千木良村), 요세역(与瀬駅), 요시노역(吉野駅), 오부치촌(小淵村), 사와이촌(沢井村), 히즈레촌(日連村), 나구라촌(名倉村), 마기노촌(牧野村), 사노가와촌(佐野川村)
- 1909년 5월 1일 - 아오야마촌·나가타케촌·네고야촌이 합병하여, 구시카와촌(串川村)이 발족.(1정 2역 19촌)
- 1913년 4월 1일 - 요세역·요시노역이 정제 시행으로 각각 요세정(与瀬町), 요시노정(吉野町)이 됨.(3정 19촌)
- 1925년
  - 1월 1일 - 나카노촌이 정제 시행으로 나카노정(中野町)이 됨.(4정 18촌)
  - 7월 1일 - 나카노정·오이촌·마타노촌·미카게촌이 합병하여, 새로이 나카노정이 발족.(4정 15촌)
- 1954년 7월 15일 - 요시노정·오부치촌·사와이촌이 합병하여, 새로이 요시노정이 발족.(4정 13촌)
- 1955년
  - 1월 1일 - 우치고촌·오바라정·지기라촌·요세정이 합병하여, 사가미코정(相模湖町)이 발족.(3정 11촌)
  - 4월 1일(4정 4촌)
    - 가와시리촌·쇼난촌 및 미사와촌의 일부가 합병하여, 시로야마정(城山町)이 발족.
    - 나카노정·구시카와촌·도야촌·아오노하라촌·아오네촌 및 미사와촌의 잔여부가 합병하여, 쓰쿠이정(津久井町)이 발족.

  - 7월 20일 - 사노가와촌·나구라촌·히즈레촌·마기노촌·요시노정이 합병하여, 후지노정(藤野町)이 발족.(4정)
- 2006년 3월 20일 - 쓰쿠이정·사가미코정이 사가미하라시에 편입.(2정)
- 2007년 3월 11일 - 후지노정·시로야마정이 사가미하라시에 편입. 이날 쓰쿠이군은 폐지됨.